# Aarhus (dokumentarfilm fra 2005)
 For alternative betydninger, se Aarhus (flertydig). (Se også artikler, som begynder med Aarhus)
Aarhus er en dansk portrætfilm fra 2005 instrueret af Jørgen Leth efter eget manuskript.

## Handling
Jørgen Leth fortæller om sin barndom, de hemmelige steder, aftryk fra lune sommeraftener, barndommens helte, skolerne, æggemadderne, det våde korkbælte, det kolde vand og et frikvarters forelskelse. Det er barndommen, skolegang, fritiden, forældre og bedsteforældre, onkler og tanter, som befolker denne film. En familie med borgerlige erhverv som motorlokomotivpasser, marketenderske i Salling og cykelbanechef. Et liv befolket med en mangfoldighed af sanselige indtryk, som vil underholde børn og deres voksne, i den stadige "plagen": Fortæl om dengang, du var dreng ... da du var lille.

## Medvirkende
- Jørgen Leth